# Đại học Minh Đạo
Đại học Minh Đạo (MDU; tiếng Trung: 明道大學) là một trường đại học tư thục nằm ở thị trấn Bì Đầu, huyện Chương Hóa, Đài Loan.
Các lĩnh vực nghiên cứu chuyên biệt của đại học Minh Đạo bao gồm kỹ thuật năng lượng tái tạo (đặc biệt là năng lượng mặt trời, gió, và hydro), và Bộ Nông nghiệp đang tích cực trong việc thúc đẩy nông nghiệp hữu cơ trên khắp Đông Á và Đông Nam Á. Phương châm của trường đại học là "Trí tuệ, Đức hạnh, Trung thực và Tiến bộ."

## Lịch sử
Học viện được thành lập với tên gọi Trường Quản lý Minh Đạo vào năm 2001, được Bộ Giáo dục (ROC) công nhận là trường đại học vào năm 2007. Năm 2020, trường có tỷ lệ nhập học dưới 60%.